# Nieppe
Nieppe är en kommun i departementet Nord i regionen Hauts-de-France i norra Frankrike. Kommunen ligger i kantonen Bailleul-Nord-Est som tillhör arrondissementet Dunkerque. År 2022 hade Nieppe 7 685 invånare.

## Befolkningsutveckling
Antalet invånare i kommunen Nieppe
| Referens: INSEE |